# Выборы губернатора Чукотского автономного округа (1996)
Первые выборы губернатора Чукотского автономного округа состоялись в Чукотском автономном округе 22 декабря 1996 года в период выборов глав регионов, одновременно с выборами депутатов Думы автономного округа. Победу одержал действующий глава администрации Чукотского автономного округа, член политического движения «Наш дом — Россия» Александр Назаров, набрав 65,18 % голосов. Второе место занял бывший народный депутат СССР и заведующий лабораторией Научно-исследовательского центра «Чукотка» ДВО РАН Владимир Етылин, набрав 21,04 % голосов.

## Проведение
11 ноября 1991 года указом президента РСФСР Бориса Ельцина первым главой администрации Чукотского автономного округа был назначен Александр Викторович Назаров, занимавший должность председателя Чукотского окружного исполкома.
В соответствии с указами Президента Российской Федерации от 17 сентября 1995 года № 951 «О выборах в органы государственной власти субъектов Российской Федерации и в органы местного самоуправления» и от 10 сентября 1996 года № 1339 «О выборах главы администрации Чукотского автономного округа» Дума автономного округа назначила выборы главы администрации и депутатов Думы второго созыва на декабрь 1996 года. Всего инициативными группами было выдвинуто 5 кандидатов на должность главы Чукотки — действующий глава администрации Назаров, заведующий лабораторией Научно-исследовательского центра «Чукотка» ДВО РАН и бывший председатель Чукотского окружного Совета народных депутатов Владимир Етылин, председатель Думы ЧАО Сергей Поводырь, директор МП Дом бытовых услуг «Северянка» города Анадырь Юрий Бройтман и генеральный директор АО «Ново-Мариинск» Александр Попов. 
В рамках избирательного законодательства Избирательная комиссия Чукотского автономного округа утвердила Порядок предоставления эфирного времени кандидатам на должность главы администрации на каналах Государственной телерадиокомпании «Чукотка», муниципальных телерадиостудий и публикации агитационных предвыборных материалов в периодических изданиях. В качестве тактики ведения предвыборной агитации кандидаты также использовали поездки по районам Чукотки, встречи в трудовых коллективах. Наибольшее число встреч с избирателями прошло у действовавшего главы администрации автономного округа Александра Назарова; Етылин посетил 5 районов, Поводырь — 3 района, а Бройтман и Попов встречались с избирателями только в Анадыре и Анадырском районе.
За сутки до голосования, 21 декабря Поводырь и Попов сняли свои кандидатуры. Их действия не повлияли на проведение выборов, однако избирательные комиссии всех уровней были поставлены в крайне затруднительное положение в связи с необходимостью вычёркивания имён этих кандидатов из бюллетеней. По закону кандидат на должность главы администрации автономного округа мог в любое время до дня выборов снять свою кандидатуру, и в связи в этим было внесено пожелание: данная процедура должна завершаться не позднее чем за три дня до дня голосования.
Наибольшая активность была отмечена в Иультинском и Чукотском районах, где проголосовало по 70 % избирателей. Наиболее высокая поддержка у Александра Назарова была в Чаунском районе, где он получил 78,8 % голосов.

## Кандидаты
| Кандидат                      | Деятельность/должность (на момент выдвижения)                              | Статус                                |
| ----------------------------- | -------------------------------------------------------------------------- | ------------------------------------- |
| Юрий Борисович Бройтман       | директор МП «Дом бытовых услуг „Северянка“»                                | зарегистрирован                       |
| Владимир Михайлович Етылин    | заведующий лабораторией Научно-исследовательского центра «Чукотка» ДВО РАН | зарегистрирован                       |
| Александр Викторович Назаров  | действующий глава администрации Чукотского автономного округа              | зарегистрирован                       |
| Сергей Александрович Поводырь | председатель Думы Чукотского автономного округа                            | снял кандидатуру 21 декабря 1996 года |
| Александр Иванович Попов      | генеральный директор АО «Ново-Мариинск»                                    | снял кандидатуру 21 декабря 1996 года |

## Результаты
| Место                       | Место                       | Кандидат                    | Голосов | %        |
| --------------------------- | --------------------------- | --------------------------- | ------- | -------- |
|                             | 1.                          | Александр Назаров           | 20 580  | 65,18 %  |
|                             | 2.                          | Владимир Етылин             | 6644    | 21,04 %  |
|                             | 3.                          | Юрий Бройтман               | 729     | 2,31 %   |
|                             | 4.                          | Сергей Поводырь             | 64      | 0,20 %   |
|                             | 5.                          | Александр Попов             | 55      | 0,17 %   |
| Против всех                 | Против всех                 | Против всех                 | 2763    | 8,75 %   |
| Действительных бюллетеней   | Действительных бюллетеней   | Действительных бюллетеней   | 30 835  | 97,67 %  |
| Недействительных бюллетеней | Недействительных бюллетеней | Недействительных бюллетеней | 797     | 2,33 %   |
| Всего                       | Всего                       | Всего                       | 31 632  | 100,00 % |
| Общее число избирателей     | Общее число избирателей     | Общее число избирателей     | 53 235  |          |